# Khao tom mat
Il Khao tom mat (in lao: ເຂົ້າຕົ້ມມັດ; in thailandese ข้าวต้มมัด, [kʰâ(ː)w tôm mát]; anche kao tom mat) o khao tom (in thailandese ข้าวต้ม, [kʰâ(ː)w tôm]) è un dessert originario della regione del sud-est asiatico, diffuso principalmente in Thailandia e Laos. Consiste in una porzione di riso glutinoso condito e cotto al vapore, avvolto in foglie di banano.
Tra i nomi con cui ci si può riferire al dessert sono inclusi khao tom mad, khao tom kluai (con banana), khao tom phat e khao tom luk yon.
Dolci simili al khao tom mat si possono trovare nelle Filippine (suman), in Cambogia (ansom chek), Indonesia (lepet) e Vietnam (bánh tét o bánh chưng).

## Varianti

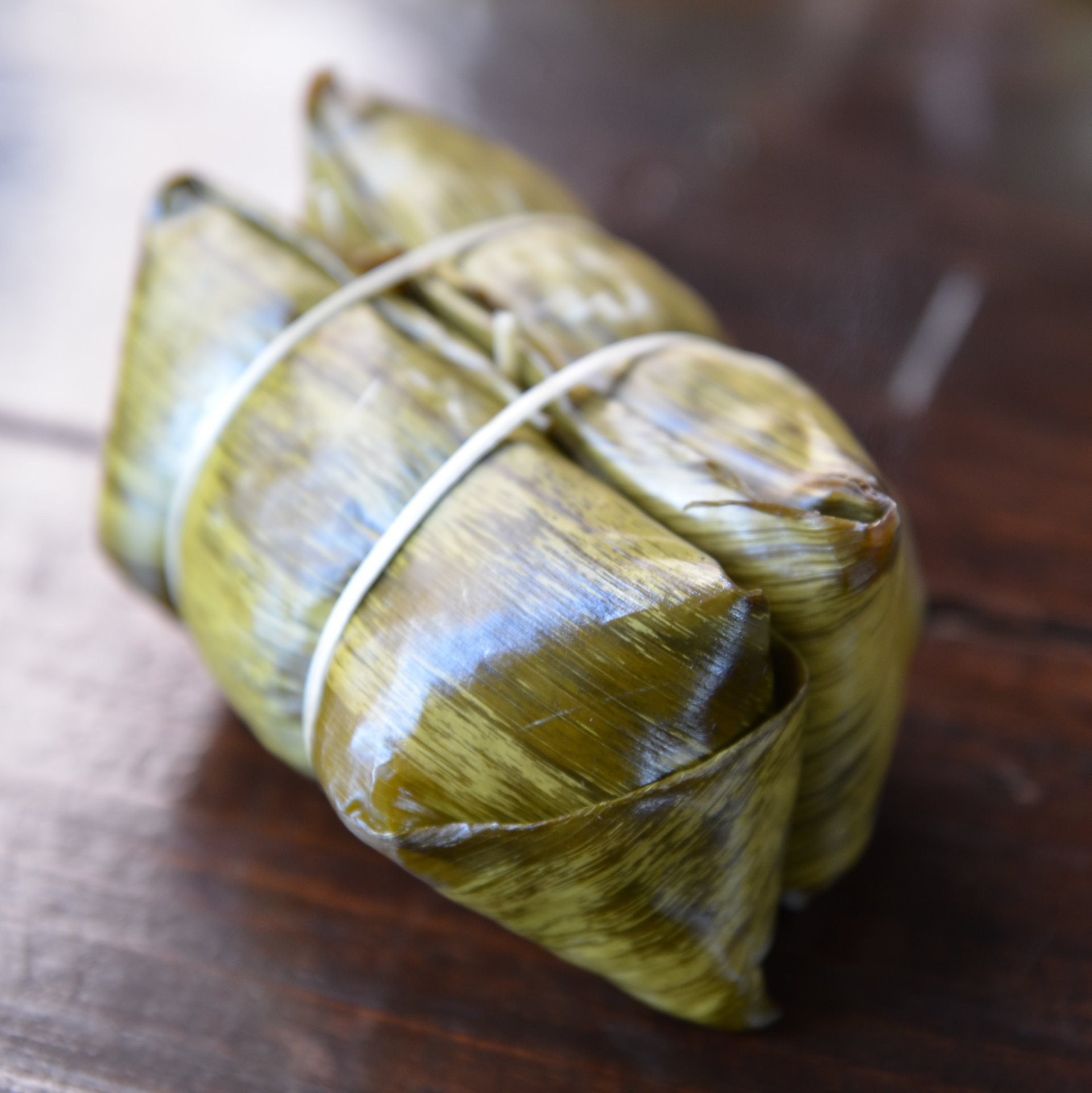
Due porzioni di Khao tom mat legate tra di loro con della corda di bambù

Si può presentare sia salato (riempito con grasso di maiale e fagioli mung) che dolce (riempito con latte di cocco, banana, fagioli mung, acqua di foglie di pandanus e zucchero). In Thailandia, il khao tom mat viene a volte colorato di blu con dei fiori di Clitoria ternatea.

## Tradizione
In Thailandia, il khao tom mat è il simbolo della coppia: tale associazione si spiega perché le confezioni in vendita presentano due porzioni legate tra loro tramite una corda di bambù. Il popolo thailandese crede che se una coppia offre del khao tom mat ai monaci durante il giorno del Khao Phansa – ovvero l'inizio dei tre mesi del ritiro monsonico durante la stagione delle piogge e il periodo in cui i monaci si ritirano nei monasteri per concentrarsi sugli insegnamenti buddisti – la loro vita matrimoniale sarà serena e l'amore tra di loro sarà stabile, proprio come un paio di khao tom mat.
Il khao tom mat è anche il dessert tradizionale del Wan Ok Phansa (in thailandese วันออกพรรษา, letteralmente "il giorno di uscita dal Vassa"), l'ultimo giorno del ritiro monsonico a ottobre: per l'occasione, il dolce viene chiamato khao tom luk yon (in thailandese ข้าวต้มลูกโยน). I dolci sono avvolti in delle giovani foglie di mangrovia, per poi essere offerti al Buddha; successivamente dei monaci li portano via.